# AVN Award for Best Blowbang Sex Scene
L'AVN Award for Best Blowbang Sex Scene è un premio pornografico assegnato alle attrici impegnate in una scena blowbang votata come migliore dalla AVN, l'ente che assegna gli AVN Awards, riconosciuti come i migliori premi del settore (paragonabile al Premio Oscar).
Come per gli altri premi, viene assegnato nel corso di una cerimonia che si svolge a Las Vegas, solitamente nel mese di gennaio, dal 2020.

## Vincitrici

### Anni 2020
| Anno | Vincitrici    | Titolo                                                    |
| ---- | ------------- | --------------------------------------------------------- |
| 2020 | Angela White  | Angela White: Dark Side                                   |
| 2021 | Emily Willis  | Emily Willis 10 Man Blowbang                              |
| 2022 | Savannah Bond | Savannah Bond Beach Bikini Slut Sc. 2                     |
| 2023 | Angela White  | Sexually Rated Programming: Blowbang                      |
| 2024 | Vicki Chase   | Mouths of Babes Part 1 / Up to and Including Her Limits 3 |
| 2025 | Ryan Reid     | Blowbang in the Cage!                                     |